# Републикански път II-79
Републикански път II-79 е второкласен път, част от Републиканската пътна мрежа на България, преминаващ по територията на области Ямбол и Бургас. Дължината му е 90,2 km.
Пътят се отклонява наляво при 298,1 km на Републикански път I-7 в източната част на град Елхово и се насочва на изток през Елховското поле. Преминава през селата Добрич и Златиница и достига до град Болярово. След като излезе от града пътят се насочва на изток-североизток и постепенно навлиза в северозападната част на планината Странджа — рида Каратепе. Минава през село Голямо Крушево, навлиза в Бургаска област и завива на североизток. В района на хижа „Божура“ преодолява най-високата част на рида и стръмно се спуска в Бургаската низина при град Средец. От там продължава по долината на Средецка река, минава през селата Дебелт и Константиново и покрай северния бряг на Мандренското езеро, пресича квартал „Меден рудник“ на Бургас и в южната промишлена зона на града се свързва с Републикански път I-9 при неговия 241,9 km.
По протежението на пътя вляво и вдясно от него се отделят 7 броя третокласни пътища, в т.ч. 1 брой с трицифрен номер и 6 броя с четирицифрени номера:
Третокласни пътища с трицифрени номера:
- при 50,9 km – наляво Републикански път III-795 (56,4 km) до 457,2 km на Републикански път I-6 западно от град Карнобат;

Третокласни пътища с трицифрени номера:
- при 4,0 km, източно от град Елхово — надясно Републикански път III-7902 (25,7 km) през село Маломирово до село Голям Дервент;
- при 18,4 km, североизточно от село Мамарчево — надясно Републикански път III-7904 (22,6 km) през селата Малко Шарково и Воден до село Странджа;
- при 26,3 km, източно от град Болярово — надясно Републикански път III-7906 (13,5 km) през селата Ружица, Вълчи извор и Горска поляна до Газостанцията, разположена югоизточно от последното;
- при 73,2 km, в южната част на село Дебелт — наляво Републикански път III-7907 (17,0 km) през селата Дебелт, Тръстиково и Полски извор до 11,0 km на Републикански път III-7909, източно от село Братово;
- при 76,3 km, югозападно от село Константиново — надясно Републикански път III-7908 (24,2 km) през селата Присад и Димчево до село Маринка, при 252,9 km на Републикански път I-9;
- при 89,1 km, в източната част на квартал „Меден рудник“ на град Бургас — наляво Републикански път III-7909 (26,2 km) през квартал „Горно Езерово“ и селата Братово и Равнец до 22,9 km на Републикански път III-539, югоизточно от село Трояново;

| Пътища, отклоняващи се надясно (населено място, № на пътя, посока на пътя) | Км   | Пътища, отклоняващи се наляво (посока на пътя, № на пътя, населено място)  |
| -------------------------------------------------------------------------- | ---- | -------------------------------------------------------------------------- |
| Община Елхово, Област Ямбол I-7, 298,1 km, гр. Елхово ←                    | 0,0  | ← гр. Елхово, 298,1 km, I-7, Област Ямбол Община Елхово                    |
| (до с. Голям Дервент) III-7902, 0,0 km ←                                   | 4,0  |                                                                            |
| с. Добрич                                                                  | 7,5  | → с. Добрич, общински път (за с. Попово)                                   |
| Община Болярово                                                            | 9,2  | Община Болярово                                                            |
| с. Златиница                                                               | 11,2 | с. Златиница                                                               |
| (за с. Мамарчево) общински път ←                                           | 17,2 |                                                                            |
| (до с. Странджа) III-7904, 0,0 km ← (за с. Мамарчево) общински път ←       | 18,4 |                                                                            |
| гр. Болярово                                                               | 21,1 | гр. Болярово                                                               |
| (до Газостанция) III-7906, 0,0 km ←                                        | 26,3 |                                                                            |
|                                                                            | 26,7 | ← 38,8 km, III-5308 (от с. Калчево)                                        |
| с. Голямо Крушево                                                          | 33,1 | ← с. Голямо Крушево, 61,3 km, III-707 (от п.в. „Петолъчката“)              |
| Община Средец, Област Бургас                                               | 39,5 | Област Бургас, Община Средец                                               |
|                                                                            | 41,9 | → общински път (за с. Сливово)                                             |
| (за с. Факия) общински път ←                                               | 48,5 |                                                                            |
| (от 281,0 km на I-9) III-908, 40,0 km →                                    | 50,9 | → 0,0 km, III-795 (до 457,2 km на I-6)                                     |
| (за с. Пънчево) общински път ←                                             | 55,3 |                                                                            |
| гр. Средец                                                                 | 65,7 | ← гр. Средец, 212,1 km, II-53 (от с. Поликраище)                           |
| (за с. Драчево) общински път ←                                             | 68,7 |                                                                            |
|                                                                            | 69   | → общински път (за с. Дюлево)                                              |
| с. Дебелт                                                                  | 73,2 | → с. Дебелт, 0,0 km, III-7907 (до 11,0 km на III-7909)                     |
| Община Камено, (до с. Маринка) III-7908, 0,0 km ←                          | 76,3 | Община Камено                                                              |
| с. Константиново                                                           | 77,5 | → с. Константиново, общински път (за с. Тръстиково)                        |
|                                                                            | 82,2 | → общински път (за с. Черни връх)                                          |
| Община Бургас                                                              | 83,7 | Община Бургас                                                              |
| кв. „Меден рудник“, гр. Бургас                                             | 87   | гр. Бургас, кв. „Меден рудник“                                             |
| кв. „Меден рудник“, гр. Бургас                                             | 89,1 | → гр. Бургас, кв. „Меден рудник“, 0,0 km, III-7909 (до 22,9 km на III-539) |
| (до ГКПП Малко Търново) I-9, 241,9 km, гр. Бургас ←                        | 90,2 | ← гр. Бургас, 241,9 km, I-9 (от ГКПП Дуранкулак)                           |